# Sengoku Hidehisa
Sengoku Hidehisa est un nom japonais traditionnel ; le nom de famille (ou le nom d'école), Sengoku, précède donc le prénom (ou le nom d'artiste).
Sengoku Hidehisa (仙石 秀久, 20 février 1552-13 juin 1614), nom d'enfance « Gonbei » (権兵衛) est un samouraï de la fin de la période Sengoku et du début de l'époque d'Edo. Il est à la tête du domaine de Komoro dans la province de Shinano.
Hidehisa est également connu comme étant l'homme qui a capturé le tristement célèbre Ishikawa Goemon.

## Jeunesse
Selon ses archives familiales, Hidehisa est le quatrième fils de sa famille, famille de samouraïs de classe inférieure au sein du clan Saito. Il est donné à une autre famille à un jeune âge, mais étant donné que ses frères aînés meurent de maladie, il est rappelé pour hériter de son nom de famille.

## Année de maturité
Hidehisa commence à servir comme samouraï de rang inférieur pour le clan. Mais ce dernier est détruit par Oda Nobunaga et Sengoku est capturé lors de l'assaut. Il devient ensuite membre du clan Oda et il lui est ordonné de servir sous Kinoshita Tokichiro (futur Toyotomi Hideyoshi). Hidehisa participe à la plupart des actions militaires du clan Oda par la suite. Lentement mais sûrement, il progresse dans les rangs et participe à la campagne réussie de Hideyoshi dans le Shikoku.
En 1581, il est nommé daimyo du domaine d'Awaji au château de Sumoto.
Cependant, en 1585, il est chargé de mener la campagne de Kyūshū avec deux autres daimyos : Chōsokabe Motochika et Sogō Nagayasu. Mais ils sont anéantis à l'issue de la bataille de Hetsugigawa par les Shimazu. Sogō Nagayasu meurt avec Nobuchika, l'héritier de Chōsokabe Motochika. Sengoku Hidehisa est accusé d'avoir chargé trop tôt puis de s'être enfui à la première difficulté. Après son retour à Hideyoshi, il est déchu de son titre, de sa terre et envoyé en exil.
Tokugawa Ieyasu s'arrange bientôt pour lui permettre de rejoindre nominalement le clan Tokugawa et il participe à la bataille d'Odawara contre le clan Hojo, où sa valeur rachète son nom.
En 1590, il est nommé daimyo de Komoro avec 50 000 koku de revenus. En raison de cette succession d'événements, Hidehisa se range facilement du côté de Ieyasu à la bataille de Sekigahara après la mort de Hideyoshi. Hidehisa se trouve dans l'armée de Tokugawa Hidetada, l'héritier de Ieyasu. Ils sont incapables de parvenir à la bataille à temps en raison des tactiques dilatoires de Sanada Masayuki, mais Sengoku réussit à convaincre Ieyasu, furieux, de les épargner, lui et Hidetada, après cette faute. Hidetada en reste reconnaissant à Hidehisa pour le reste de sa vie. La famille de Hidehisa reste daiymo jusqu'à la restauration de Meiji.
Hidehisa est généralement décrit comme un guerrier courageux et habile dans ses premiers jours avec Hideyoshi. Il est souvent en première ligne des opérations militaires du clan Oda. Il semble également prendre une partie du charisme de Hideyoshi, comme il peut éviter de se faire tuer bien qu'il se retrouve à plusieurs reprises dans des situations qui augurent normalement mal pour la plupart des samouraïs.

## Culture populaire
Il est le principal protagoniste du manga Sengoku de Hideki Miyashita. L'histoire commence lorsque Oda Nobunaga attaque le château de Saitō Tatsuoki.

## Source de la traduction
- (en) Cet article est partiellement ou en totalité issu de l’article de Wikipédia en anglais intitulé « Sengoku Hidehisa » (voir la liste des auteurs).